# Morne de Vitet
Morne de Vitet is een berg in Saint-Barthélemy, Frankrijk. Het is het hoogste punt van het eiland.
Morne de Vitet kan worden beklommen. Aan de oost- en noordkant loopt het terrein geleidelijk omhoog en zijn huizen en villa's langs de flank gebouwd. Bergbeklimmers kunnen gebruik maken van de zuid- en westkant waar de berg steiler is en door tropisch regenwoud met wilde geiten voert. Op de top van de berg zijn op een heldere dag de volgende eilanden te zien: Nevis, Saint Kitts, Sint Eustatius, Saba, en Sint Maarten.